# اوشک ماوه (استان لهستان بزرگ‌تر)
اوشک ماوه (استان لهستان بزرگ‌تر) (به لهستانی:  Osiek Mały) یک روستا در لهستان است که در گمینا اوشک ماوه واقع شده‌است. اوشک ماوه ۴۸۰ نفر جمعیت دارد.